# Мордвесский район
Мордвесский район — административно-территориальная единица в Московской и Тульской областях РСФСР, существовавшая в 1935—1963 годах. Административный центр — село Мордвес.
Район был образован 2 марта 1935 года в составе Московской области с центром в селе Мордвес в результате разукрупнения Венёвского и Каширского районов.
В состав района вошли следующие сельсоветы:
- из Венёвского района: Адашевский, Аксиньинский, Борзовский, Воскресенский, Даровский, Дьяконовский, Ключевский, Кухтинский, Мильшинский, Сасовский, Сосновский, Студенецкий, Трухачевский, Тулубьевский, Харинский, Хрусловский
- из Каширского района: Анесовский, Больше-Ретеминский, Глазовский, Гритчинский, Даниловский, Козловский, Крутский, Мартемьяновский, Павловский, Сетский, Тюнежский, Чусовский.

20 апреля 1935 года из Иваньковского района в Мордвесский были переданы Знаменский и Мокринский с/с. 27 октября из Лаптевского района в Мордвесский был передан Климовский с/с.
9 декабря 1935 года Хрусловский с/с был передан в Венёвский район.
28 августа 1936 года Крутский с/с был передан в Серебряно-Прудский район, а Мильшинский с/с — в Венёвский район.
26 сентября 1937 года Мордвесский район вошёл в состав вновь образованной Тульской области.
1 февраля 1963 года район был упразднён, его территория вошла в состав Венёвского района.